# Газизуллин, Ибрагим Галимович
Ибрагим Галимович Газизуллин (тат. İbrahim Ğalim uğlı Ğazizullin, Ибраһим Галим улы Газизуллин) (1919, Челябинск, СССР — 1944, Румыния) — гвардии старший лейтенант, командир эскадрильи 667-го штурмового авиационного полка 292-й штурмовой авиационной дивизии 1-го штурмового авиационного корпуса 5-й Воздушной армии, участник Великой Отечественной войны, Герой Советского Союза.

## Биография
Родился 3 июня 1919 года в городе Челябинске в рабочей семье. Окончил 7 классов школы № 58 и школу ФЗУ при тракторном заводе. Работал слесарем на ЧТЗ. Одновременно с отличием закончил авиаклуб.
В 1939 году призван в ряды Красной Армии. В 1940 году окончил Пермскую военную авиационную школу пилотов. С января 1943 года в действующей армии. Сражался на Калининском, Воронежском, Степном и 2-м Украинском фронтах.
К январю 1944 года заместитель командира эскадрильи 667-го штурмового авиационного полка 292-й штурмовой авиационной дивизии 1-го штурмового авиационного корпуса 5-й воздушной армии старший лейтенант И. Г. Газизулин совершил 90 боевых вылетов, из них 32 раза ведущим групп. В 16 групповых воздушных боях сбил 7 самолётов противника. Уничтожил 32 танка, 105 грузовиков, 10 автоцистерн, 12 зенитно-артиллерийских батарей, до 450 солдат и офицеров.
30 мая 1944 года погиб при выполнении боевого задания, вследствие попадания в его Ил-2 зенитного снаряда. Похоронен на месте боёв под Яссами.
1 июля 1944 года за мужество и воинскую доблесть, проявленные в боях с врагами, посмертно удостоен звания Героя Советского Союза.

## Награды
- орден Ленина;
- два ордена Красного Знамени;
- орден Красной Звезды;
- медали.

## Воспоминания
Старшего лейтенанта Ибрагима Газизулина считали в полку лучшим пилотом, по нему равнялись. О его высоком мастерстве, отваге и мужестве свидетельствуют многочисленные примеры. Он наносил удары по движущимся колоннам и местам скопления живой силы противника, по батареям и аэродромам, по воинским складам и опорным пунктам. Лично уничтожил 32 танка, 105 автомашин с пехотой и грузами, 12 зенитно — артиллерийских батарей, 10 автоцистерн с горючим и до 450 солдат и офицеров противника.

19 августа 1943 года группа в составе 9 «Илов» под командованием старшего лейтенанта Газизулина получила приказ нанести удар по войскам и боевой технике в районе Гавриловки, Песочина. Только закончили первую атаку, из ближайшего облака вынырнули 4 «Мессершмитта». Газизулин приказал построиться в оборонительный круг.

Воздушный бой закончился быстро: 2 фашиста нашли свой бесславный конец на нашей земле. Задание было выполнено отлично. В результате штурмовики уничтожили 6 автомашин, 3 зенитные батареи и до 50 солдат и офицеров противника.

13 декабря 1943 года Газизулин с четвёркой «Илов» разбил колонну автомашин, обнаруженную воздушной разведкой на дороге Гуровка — Братолюбовка — Васильевка. В районе Братолюбовки их неожиданно атаковали 6 немецких истребителей. Отразив 6 атак, группа Газизулина вышла на свою территорию без потерь.

Приняв боевой порядок, лётчики вновь пошли на выполнение задания. На окраине Братолюбовки обнаружили 10 танков и несколько десятков автомашин. С пикирования разбили и уничтожили 1 танк, 6 автомашин — и стоянку охватил огромный пожар. За выполнение приказа командир авиадивизии объявил Газизулину благодарность.

Отважный лётчик — штурмовик погиб 30 мая 1944 года. В тот день группа возвращалась после успешного выполнения задания. В машину командира попал зенитный снаряд. Самолёт взорвался в воздухе…

— Ушаков А. П. Во имя Родины. Рассказы о челябинцах — Героях Советского Союза.

## Память

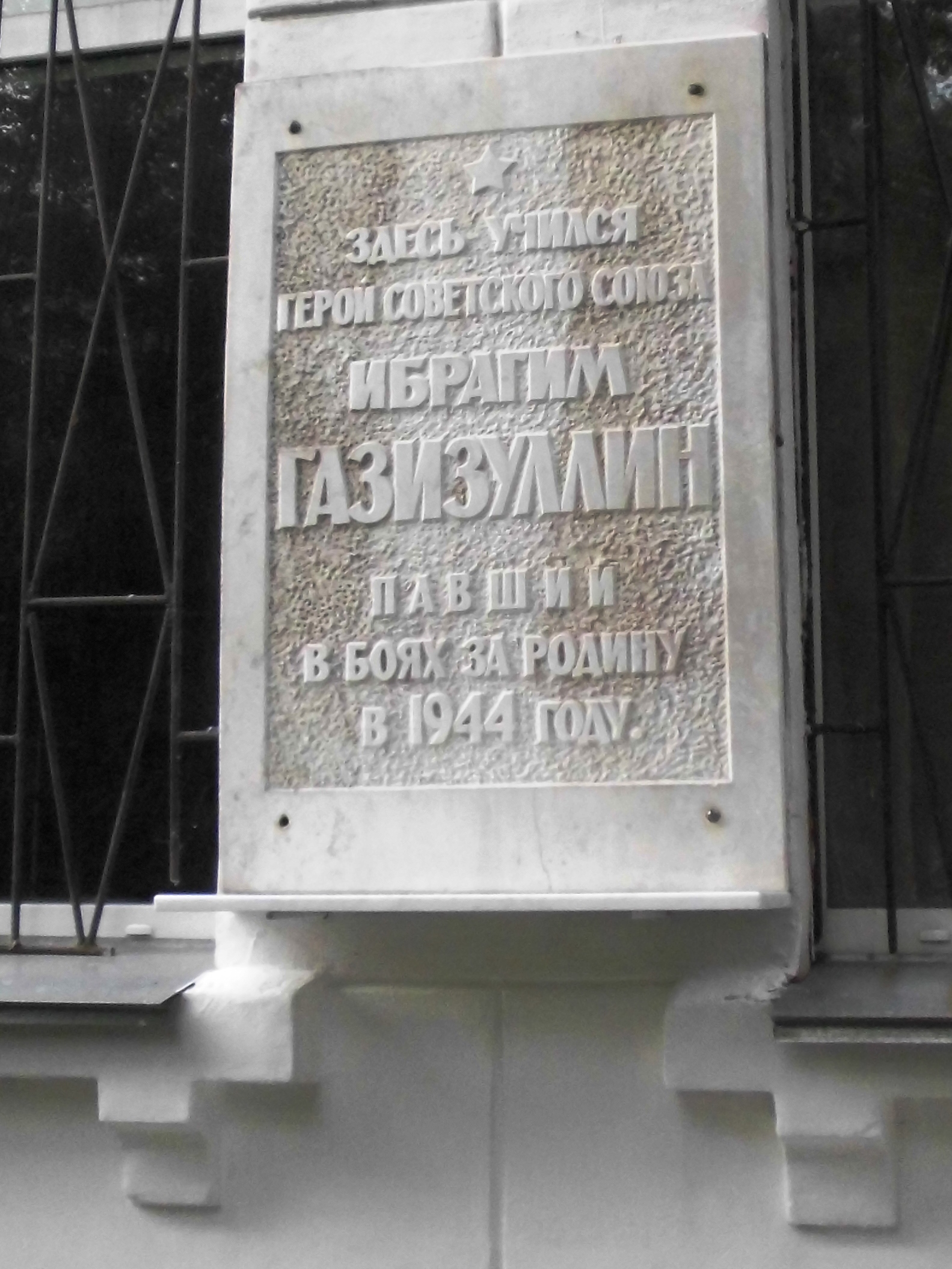
Мемориальная доска на фасаде учебного корпуса № 2 ЧГАИ

- Именем Ибрагима Галимовича Газизуллина названа улица в Челябинске.
- На здании школы № 58 города Челябинска установлена мемориальная доска (ныне здание Челябинского Государственного института культуры.
- Перед зданием средней школы № 58 города Челябинска устроена стела.
- Важной страницей в истории средней школы № 58 города Челябинска, в которой учился Герой Советского Союза И. Г. Газизулин, является трамвай имени Ибрагима Газизуллина. Это трамвай маршрута № 3 (Вокзал — Челябинский моторный завод), под номерным знаком «2001». На его борту выведено имя Героя. Вагон был построен на Усть-Катавском вагоностроительном заводе из металлолома, собранного учащимися школы. На пуск трамвая «Ибрагим Газизуллин» пришла вся школа. Это был настоящий праздник. К этому году в школе был организован музей Героя.